# Базиліка Святого Августина (Аннаба)
Базиліка Святого Августина (фр. Basilique Saint-Augustin d’Annaba) — католицький храм у місті Аннаба на північному сході Алжиру. Церква відома тим, що у ній зберігаються мощі святого Августина.

## Історія
Побудова храму бере початок в 1881 році, а закінчено його було тільки в березні 1900 року. Відомо, що храм був зведений на місці, де загинув Святий Августин, і в 1914 році було проведено освячення храму на його честь. Св. Августин був єпископом міста Аннаба з 396 по 430 роки. Ним було створено християнський напрямок - августинізм, а багато його творів зробили справжній переворот в богослов'ї. Смерть Блаженного Августина настала від рук германського племені вандалів, під час облоги міста.

## Опис
Храм розташований в західній частині міста Аннаба, на невеликій височині. З нього відкривається чудовий вид на руїни давньоримського міста Гіппон, а також на різні гавані і бухти, рівнини і пагорби. Базиліка Святого Августина споруджена в змішаних стилях будівництва і є унікальною спорудою на всій території Африки. У будівлі храму можна помітити мавританський і візантійський напрямки в архітектурі, риси яких гармонійно доповнюють один одного, створюючи єдине ціле. 
Усередині храму знаходиться вівтар, виготовлений з білого мармуру, а в центрі його розташована скульптура Блаженного Августина. Головною особливістю статуї є те, що вона була виготовлена з бронзи турецьких гармат. Крім того в її склад була додана частка мощів святого. 
Хоча католики в Алжирі перебувають у меншості, цей храм є символом віри і оплотом християнства.
У 2010 році уряд Алжиру, Франції і Папа Римський Бенедикт XV виділили кошти на проведення реконструкції храму.